# بيت الرميصة (السدة)

تعديل مصدري - تعديل

بيت الرميصة هي إحدى قرى عزلة الأعماس بمديرية السدة التابعة لمحافظة إب، بلغ تعداد سكانها 621 نسمة حسب تعداد اليمن لعام 2004.